# Vincenzo Durante
Vincenzo Durante (Mesagne, verso il 1760 – 25 settembre 1801) è stato un militare e scrittore italiano.

## Biografia
Fece parte dell'esercito della Santa Fede (1799), in occasione della proclamazione della Repubblica Napoletana del 1799. Nell'esercito della Santa Fede fu segretario del "servitore general" Giovan Battista De Cesare e ricoprì in quell'esercito la carica di tenente.
È noto soprattutto perché scrisse un Diario storico delle operazioni di guerra (1800) nel quale sono riassunte le vicende dell'esercito sanfedista. L'opera del Durante non fu l'unica tra quelle scritte tra i sanfedisti, dal momento che anche il frate Antonino Cimbalo e Domenico Petromasi scrissero opere simili, seppur copiandosi l'un l'altro. Secondo lo storico Ottavio Serena (1862), il Diario di Durante non sarebbe sempre attendibile, dal momento che, come scrisse Durante stesso nella sua opera, egli sperava nella "real beneficenza", cioè sperava di ricevere un premio dal re e scrisse l'opera presumibilmente per dimostrare i suoi meriti. Ciononostante, Ottavio Serena afferma che, tra le opere dei sanfedisti, quella di Durante è forse quella sulla quale si può fare maggior affidamento.
Un altro elemento a favore della parziale autorevolezza dell'opera di Durante è il fatto che, come tutte le altre opere dei sanfedisti eccetto Domenico Sacchinelli, sia stata scritta poco tempo dopo, cioè a circa un anno dai fatti del 1799.

## Opere
- Vincenzo Durante, Diario storico delle operazioni di guerra, Napoli, Vincenzo Manfredi, 1800.